# Edward Anwyl
Sir Edward Anwyl (5 de agosto de 1866 - 8 de agosto de 1914) fue un erudito galés que se especializó en lenguas celtas.
Anwyl nació en Chester, Inglaterra, y cursó sus estudios en el King's School de la misma localidad.  Más tarde se matriculó en el Oriel College y en el Mansfield College de la Universidad de Oxford, y fue cofundador de Cymdeithas Dafydd ap Gwilym. En 1892 comenzó a impartir clases de galés en la Universidad de Gales, Aberystwyth y luego fue nombrado catedrático de Filología Comparada. Recibió el título de caballero en 1911. En 1913 fue nombrado director del recién fundado Colegio de Prácticas de Caerleon. Fue un predicador laico y miembro del Comité de Estudios Teológicos de la Universidad de Gales y de la Comisión Real de Monumentos Antiguos e Históricos de Gales.

## Esperanto
Fue uno de los pioneros del esperanto en Gales. Supervisó el lanzamiento de La Llave de Esperanto en Galés. Fue miembro de la Asociación Británica de Esperanto, y en la reunión de la Liga de Esperanto de Gales del Sur, el 11 de julio de 1914 en Pontypridd, pronunció un discurso público sobre esa lengua. En enero de 1914, también presidió una reunión de propaganda en Pontypridd.

## Obra
- Welsh Accidence (1898)
- Welsh Syntax (1899)
- Celtic Religion in Pre-Christian Times (1906)